# Cryptotis peruviensis
Cryptotis peruviensis és una espècie de mamífer de la família de les musaranyes (Soricidae). Només se'l coneix del nord del Perú, on se'l troba en selves nebuloses «èlfiques» i els matollars dels Andes, a elevacions d'entre 2.050 i 3.150 m. L'espècie també podria estar present a l'Equador. Té la distribució geogràfica més meridional de Sud-amèrica.